# Juventud de Las Piedras
Club Atlético Juventud de Las Piedras är en fotbollsklubb i Las Piedras i Uruguay. Klubben grundades 24 december 1935 och spelar sina hemmamatcher på Estadio Parque Artigas. Laget spelar i ett marinblått matchställ.